# Diplomatic Immunity
Diplomatic Immunity è il primo album in studio del collettivo musicale hip hop statunitense The Diplomats, pubblicato nel 2003.

## Tracce
Tra parentesi sono indicati gli interpreti dei brani.
Disco 1
1. Un Casa (Cam'ron & Un Kasa) – 3:38
2. Juelz Santana (Interlude) (Freekey Zekey & Jim Jones) – 0:56
3. Who I Am (Juelz Santana) – 4:19
4. Ground Zero (Juelz Santana, Cam'ron, & Jim Jones) – 5:13
5. Real Niggas (Interlude) (Freekey Zekey & Monique Chandler) – 1:28
6. Real Niggas (Cam'ron, Juelz Santana, & Jim Jones) – 3:46
7. Have You Seen Juelz Santana (Interlude) (Freekey Zekey & Shaniqua Williams) – 0:44
8. More Than Music (Juelz Santana) – 4:08
9. Beautiful Noise (Jim Jones & Cam'ron) – 4:39
10. Dipset Anthem (Juelz Santana & Cam'ron) – 4:09
11. Hey Ma (Remix) (Cam'ron, Juelz Santana & Toya) – 5:17
12. Hell Rell (Interlude) (Freekey Zekey & Hell Rell) – 2:03
13. This Is What I Do (Cam'ron & Hell Rell) – 4:05
14. Gangsta (Juelz Santana & Cam'ron) – 5:14
15. Hell Rell Freestyle (Cam'ron, Jim Jones, Juelz Santana, & Hell Rell) – 1:46

Disco 2
1. I Really Mean It/Phone Skit 1 (Cam'ron & Jim Jones) – 4:21
2. My Love (Juelz Santana & Freeway) – 3:22
3. I Love You/Phone Skit 2 (Juelz Santana & Cam'ron) – 4:11
4. Purple Haze/Phone Skit 3 (Cam'ron) – 4:38
5. The First (Jim Jones, Cam'ron, & Juelz Santana) – 4:55
6. Juelz Santana the Great/Phone Skit 4 (Juelz Santana) – 4:57
7. DJ Enuff Freestyle (Cam'ron, Juelz Santana & Jim Jones) – 5:11
8. What's Really Good/Phone Skit 5 (Cam'ron, Jim Jones, Juelz Santana, & DMX) – 6:02
9. I'm Ready (Juelz Santana, Jim Jones, & Cam'ron) – 4:41
10. Bout It Bout It Part III (Cam'ron, Jim Jones, & Master P) – 5:20
11. Built This City (Cam'ron, Jim Jones, Juelz Santana & Hell Rell) – 6:03
12. Let's Go (Cam'ron & Juelz Santana) – 2:03

## Classifiche
| Classifica (2003) | Posizione raggiunta |
| ----------------- | ------------------- |
| Stati Uniti       | 8                   |